# Saifeddine Alami
Saifeddine Alami Bazza (Beni Mellal, 19 november 1992) is een Marokkaanse voetballer die bij voorkeur speelt als middenvelder. Hij maakte in 2019 de overstap van Raja Casablanca naar FC Rapid 1923.